# Ланг, Вильгельм
Вильгельм Ланг (нем. Wilhelm Lang; 16 июля 1832 — 19 марта 1915) — немецкий писатель и публицист.

## Биография
Сын Вильгельма Ланга (1790—1871), приват-доцента, верховного судьи первой инстанции, с 1831 года в Туттлингене, с 1836 года в Ройтлингене.
Ланг посещал евангелическо-теологическую семинарию в Урахе (Вюртемберг), а в 1850 году поступил в Тюбингенскую богословскую семинарию, где испытал сильное влияние идей Фердинанда Баура (1792—1860) и Фридриха Вишера (1807—1887), защитив в итоге диссертацию «Микеланджело Буонарроти как поэт» (нем. Michelangelo Buonarroti als Dichter, опубл. 1861). Так как Ланг не собирался делать церковную карьеру, то после обучения он четыре года работал домашним учителем, а в 1858 году стал сотрудником редакции Augsburger Allgemeine Zeitung, вскоре женившись на дочери его главного редактора Густава Кольба. Находясь под впечатлением от событий австрийско-итальянской войны, Ланг разошёлся с великогерманской тенденцией этого издания. В 1860 году он заменил Альберта Шеффле в редакции штутгартского Schwäbischer Merkur. Сотрудничал с научными журналами и газетами либерального направления: Die Grenzboten (с 1862), Preußische Jahrbücher (с 1863), Deutsche Rundschau (1876—1913). Он писал рецензии на книги, критические статьи, посвящённые театру, литературные и политические обзоры.
В 1866 году стал одним из соучредителей Немецкой партии (de:Deutsche Partei (Württemberg)), пропагандировал её идеи в печати, в 1891 году выпустил о партии книгу. Работал в еженедельнике Im Neuen Reich , основанном в 1871 году Густавом Фрейтагом.
Поклонник идей Тюбингенской школы, Ланг пытался разъяснить широкому кругу читателей исторически-критический метод в теологии, основы которого разработали Христиан Баур и Давид Фридрих Штраус. В сфере его интересов были также итальянская литература эпохи Возрождения и история Италии XIX века. Ланг проводил параллели между событиями, приведшими к созданию Германской империи и Рисорджименто.
Автор многочисленных биографических очерков, из которых отдельными изданиями вышли книги о Давиде Фридрихе Штраусе (1874) и о Карле Фридрихе Райнхарде (1896). Опубликовал также два тома «Трансальпинских этюдов» (нем. Transalpinische Studien, 1875), включавших очерки по культуре Германии и Италии, «Монастырские воспоминания» (нем. Kloster-Erinnerungen, 1891) из своих отроческих лет в церковной школе и др.